# Istoria automobilului

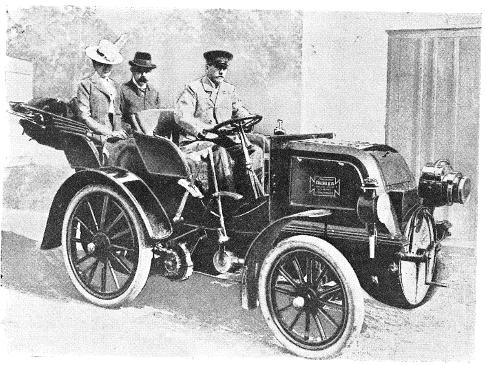
Arhiducele Franz Ferdinand al Austriei și soția sa într-un Daimler din 1901

Istoria automobilului începe în 1769, odată cu crearea automobilului cu motor cu abur și care putea transporta persoane la bord.
În 1806, apar vehiculele dotate cu motoare cu ardere internă care funcționau cu combustibil lichid.
În jurul anului 1900, apar și vehiculele cu motor electric.
Automobilul se impune cu rapiditate în țările dezvoltate ca principal mijloc de transport.
Industria constructoare de automobile ia un avânt puternic mai ales după cel de-al Doilea Război Mondial.
Dacă la începutul secolului XX existau câteva sute de mii, la începutul perioadei postbelice existau pe plan mondial peste 500.000 de automobile, ca în 2007 producția mondială anuală să depășească 70 de milioane de unități.

## Deschizători de drumuri
Inginerul german Karl Benz poate fi numit inventatorul automobilului în accepție modernă, obținând un patent în 1886.
Un patent similar obține și americanul George B. Selden în 1879 și încă unul în 1895 pentru diverse îmbunătățiri aduse automobilului său.
Germanul Nikolaus Otto realizează motorul cu benzină în patru timpi, iar cel similar cu motorină este creația lui Rudolf Diesel.
Un alt german, Christian Friedrich Schönbein creează, în 1838, motorul care funcționează cu pila de combustie cu hidrogen.
Automobilul electric își datorează apariția maghiarului Ányos Jedlik (unul din inventatorii motorului electric) și francezului Gaston Planté (care a inventat bateria cu acid și cu plumb).

## Primele automobile

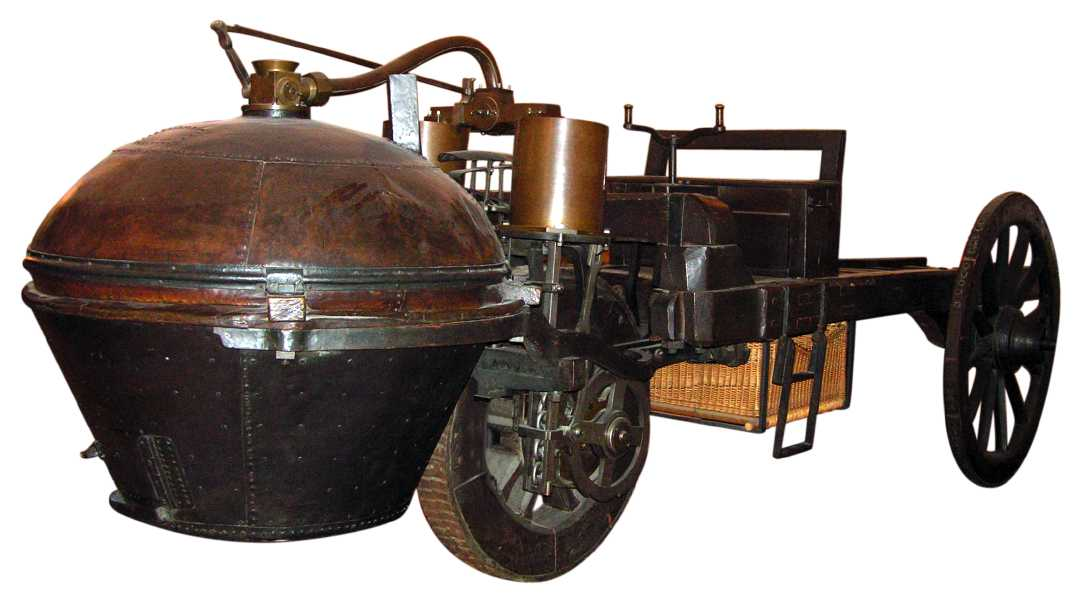
Vehiculul construit de Nicolas-Joseph Cugnot în 1771

### Vehiculele cu abur
Primul vehicul acționat de abur poate fi considerat cel realizat în jurul anului 1672 de către călugărul iezuit flamand Ferdinand Verbiest.
Acesta era un fel de jucărie pentru împăratul Chinei, deci incapabilă să transporte pasageri.

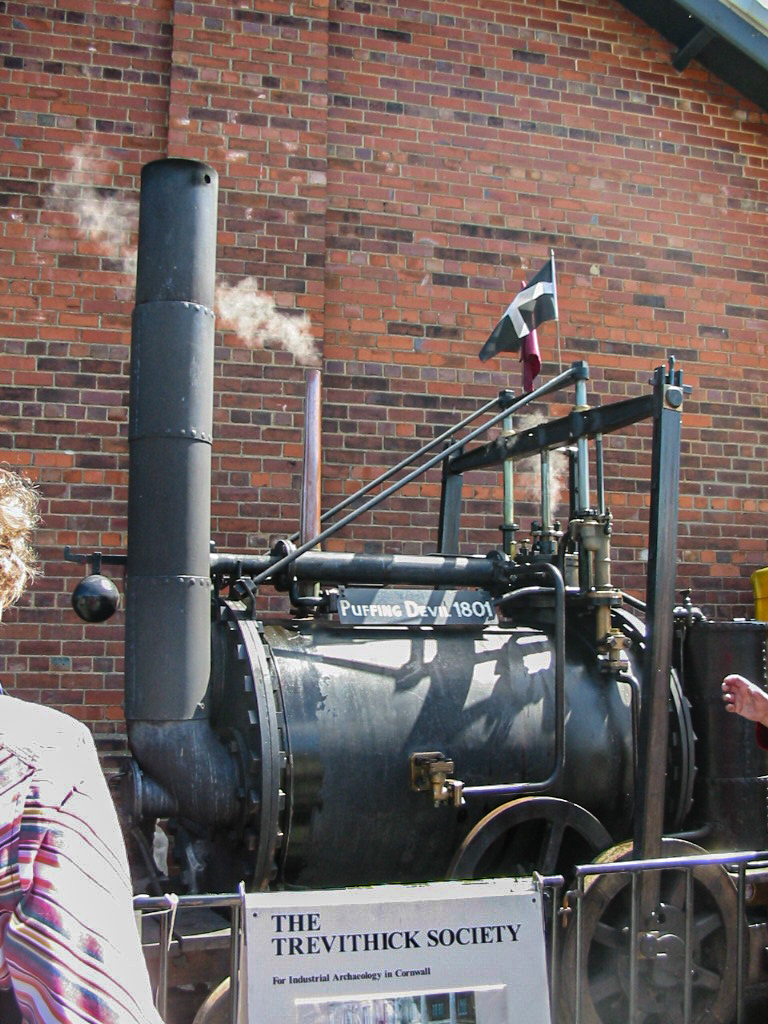
O replică a locomotivei lui Richard Trevithick, Puffing Devil, din 1801

Adevăratele vehicule cu acționare prin forța aburului au apărut în Europa din perioada revoluției industriale, când mașinile încep să joace un rol tot mai important.
Francezul Nicolas-Joseph Cugnot realizează, în 1770 și 1771 (după unele surse în 1769), un fel de cărucior propulsat prin forța aburului și destinat să transporte greutăți, invenție care totuși s-a dovedit ineficientă.
Ulterior, acest dispozitiv a fost preluat și dezvoltat de forțele armate pentru deplasarea tunurilor.
Nici aici nu a avut prea mare succes, pentru că avea o viteză prea mică (maxim 4 km/h) și nu avea prea mare autonomie de deplasare (circa 15 minute).
În 1784, englezul William Murdoch realizează un vehicul bazat pe același principiu.
Americanul Oliver Evans expune, în 1797, realizarea unui proiect similar.
În 1801, Richard Trevithick realizează un fel de locomotivă, numită The Puffing Devil și care putea circula pe drumuri rutiere.
Dar problemele ridicate de direcție, supensie și starea drumurilor au făcut ca acest proiect să fie redirijat către domeniul feroviar.
În penultimul deceniu al secolului al XVIII-lea, Ivan Kulibin din Rusia realizează un vehicul similar, dar prevăzut și cu îmbunătățiri ca: volant, frână, cutie de viteze.
Din nefericire, interesele guvernului țarist nu au stimulat dezvoltarea acestui vehicul.
Primul patent american în domeniul autovehiculelor a fost acordat lui Oliver Evans în 1789, dar era vorba despre un fel de vehicul-amfibie care putea să se deplaseze și pe apă, grație unei roți cu palete cu care era înzestrat.
Primul autovehicul propriu-zis, care a fost patentat în SUA, a fost vehiculul propulsat prin forța aburilor și realizat de J.W. Carhart în 1871.
În perioada ce a urmat, printre alte realizări similare, putem menționa vehiculele construite de cehul Josef Božek, cel realizat de englezul Walter Hancock și cel realizat de francezul Amédée Bollée.
Acesta din urmă realizează în 1873 primul automobil cu 12 locuri (L'Obéissante) și care putea atinge 40 km/h.
De asemenea sunt aduse o serie de îmbunătățiri și inovații, cum ar fi: sistemul de frânare, de ghidare a direcției, reglarea vitezei etc.
În România, Dumitru Văsescu a construit în 1880 un automobil cu motor cu aburi, care i-a purtat numele.

### Automobilele electrice
În 1828, maghiarul Ányos Jedlik realizează un model primitiv de motor electric și o dată cu acesta și un vehicul propulsat electric.
În 1834, fierarul american Thomas Davenport, inventatorul motorului de curent continuu, realizează un vehicul propulsat de acest motor care se deplasa pe un ghidaj circular înzestrat cu conductori electrici de alimentare.
În 1835, olandezii Sibrandus Stratingh și Christopher Becker realizează un automobil electric în miniatură, acționat de baterii nereîncărcabile.
În 1838, scoțianul Robert Davidson construiește o locomotivă electrică ce atinge 6 km/h.
Între anii 1832 și 1839, compatriotul său, Robert Anderson realizează un vehicul electric acționat de baterii nereîncărcabile.
În 1899, belgianul Camille Jenatzy depășește 100 km/h cu un vehicul electric denumit Jamais Contente, de formă aerodinamică asemănătoare unui obuz.

### Motoarele cu ardere internă

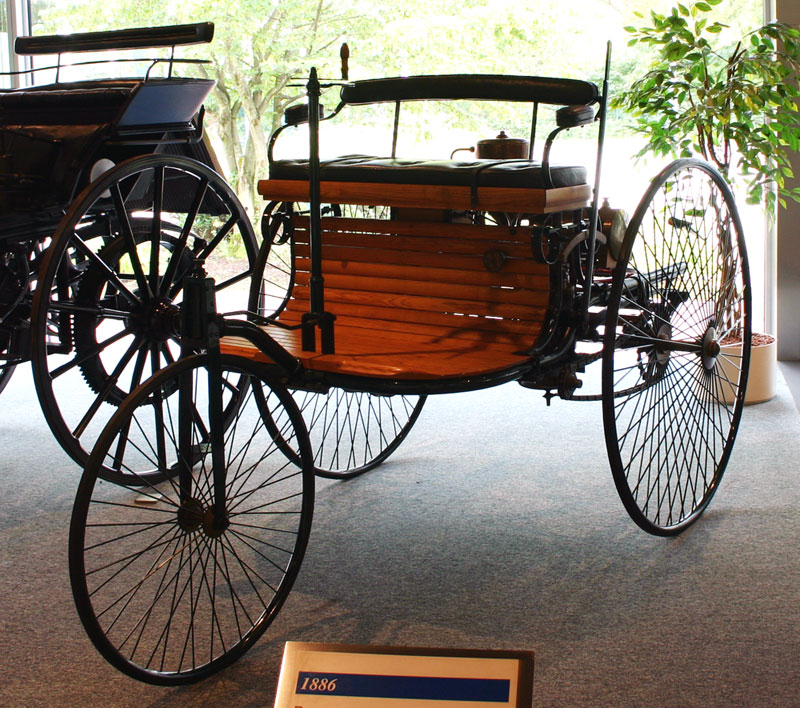
Celebrul Motorwagen patentat de Karl Benz în 1885, primul automobil dotat cu motor cu ardere internă și realizat în producție de serie

Primele încercări de construire a unor astfel de motoare au fost sortite eșecului, deoarece combustibilii fluizi necesari arderii încă nu apăruseră.
Un exemplu ar fi dispozitivul cu cilindru și piston realizat de Christian Huygens și asistentul său, Denis Papin, care poate fi considerat o primă formă a motorului cu ardere internă.
În 1807, elvețianul François Isaac de Rivaz realizează un motor cu ardere internă care utiliza un amestec de hidrogen și oxigen și aprinderea se efectua prin scânteie electrică, iar în 1826, englezul Samuel Brown realizează un vehicul similar pe care îl testează pe un deal de lângă Londra.
Belgianul Étienne Lenoir testează în 1860 automobilul său, ce consuma hidrogen, deplasându-se cu acesta de la Paris la Joinville-le-Pont, parcurgând 9 km în aproape 3 ore.
Ulterior acesta aduce și unele inovații, cum ar fi carburatorul modificat care permitea și utilizarea petrolului lampant drept combustibil.
Americanul George Brayton îmbunătățește acest carburator în 1872 și astfel realizează prima mașină care să funcționeze cu petrol lampant.
În 1862, Alphonse Beau de Rochas introduce ciclul în patru timpi, mărind raportul de compresie și implicit randamentul acestui motor.
Din nefericire, din motive financiare, acest proiect nu este transpus în practică.
În 1872, Nikolaus Otto aplică inovația lui Rochas și astfel obține ceea ce ulterior va fi denumit motorul Otto.
Tot în același an, Nikolaus Otto, Eugen Langen și Gottlieb Daimler pun bazele firmei Gastmotoren Fabrik Deutz AG.
Patru ani mai târziu, Gottlieb Daimler pune la punct acest nou tip de motor, pe care, în 1889, René Panhard și Émile Levassor îl fixează pe o caroserie și astfel obțin un vehicul de călători cu patru locuri.
În 1877, inventatorul german Siegfried Marcus realizează un vehicul dotat cu un motor în patru timpi, invenție trecută neobservată la acea epocă.
Édouard Delamare-Deboutteville, împreună cu asistentul său, realizează un vehicul care avea să îi poarte numele și care a fost patentat și probat în 1884.
Acesta utiliza drept combustibil benzină, motiv pentru care carburatorului i s-au adus anumite modificări.
În jurul anului 1870, inventatorul austriac Siegfried Marcus realizează primul vehicul propulsat cu benzină.
În 1883, acesta patentează un sistem de aprindere cu magnetou.
O altă inovație a acestuia o constituie carburatorul cu perii rotative.

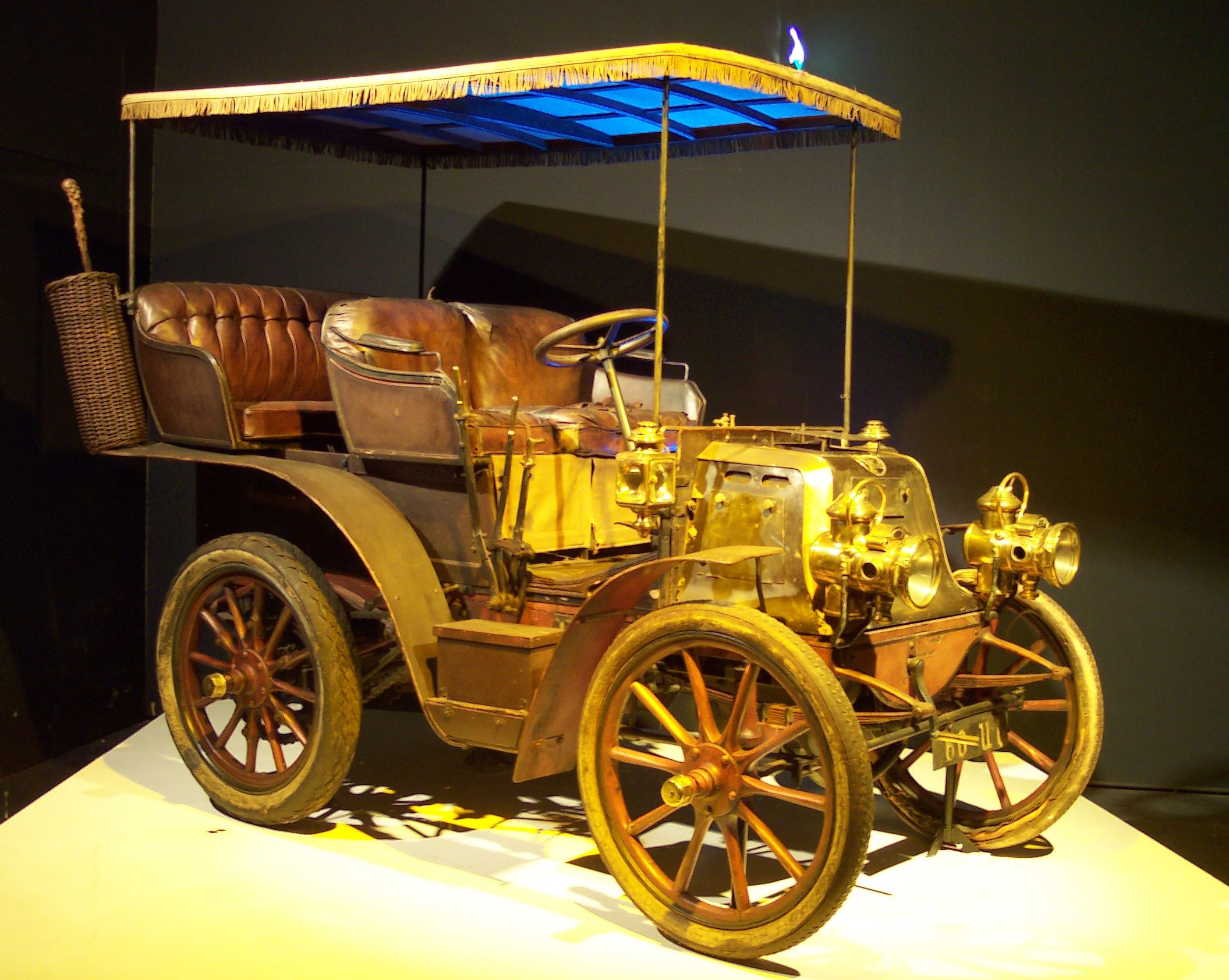
Vehiculul Panhard & Levassor, model 1899, unde forma caroseriei amintește de cea a trăsurilor

Însă primele motoare moderne cu benzină cu adevărat eficace au fost realizate de Karl Benz, invenție patentată pe 29 ianuarie 1886, pe care a utilizat-o la o mașină cu trei roți.
În 1885, Gottlieb Daimler realizează un motor cu ardere internă, care utiliza drept combustibil benzina și în anul următor, împreună cu Wilhelm Maybach, proiectează un automobil care să nu mai semene cu un vehicul tras de cai și prevăzut cu un astfel de motor.
În 1891, prin Paris încep să circule automobilele fabricate de Panhard și Levassor, echipate cu motor de tip Benz.
Sunt vândute primele mașini fără cai marca Peugeot sub licența Panhard & Levassor

## Inovații
În 1880, Fernand Forest realizează primul magnetou de joasă tensiune, iar cinci ani mai târziu carburatorul cu flotor și nivel constant.
În 1891, Wilhelm Maybach perfecționează carburatorul cu flotor introducând și o duză cu ac.
Unul dintre primele automobile pe patru roți care să funcționeze cu benzină a fost realizat de englezul Frederick William Lanchester în 1895, care a introdus ca inovație frâna cu disc.
Norvegianul John J. Tokheim inventează pompa de benzină, invenție brevetată în 1901, prin intermediul căreia debitul de carburant se menține constant și astfel crește randamentul motorului.
Frații Édouard și André Michelin inventează anvelopa pneumatică, iar în 1895 construiesc primul autovehicul dotat cu pneuri la roți.
Încă din 1845 scoțianul Robert William Thomson introduce bandajul din cauciuc, a cărui vulcanizare o brevetase Charles Goodyear în 1839.
În 1887, John Boyd Dunlop înlocuiește acel bandaj cu o cameră pneumatică, iar efectul a constat în mărirea confortului la viteze mari, reducerea zgomotului și creșterea aderenței roților.

## Epocaveteranilor

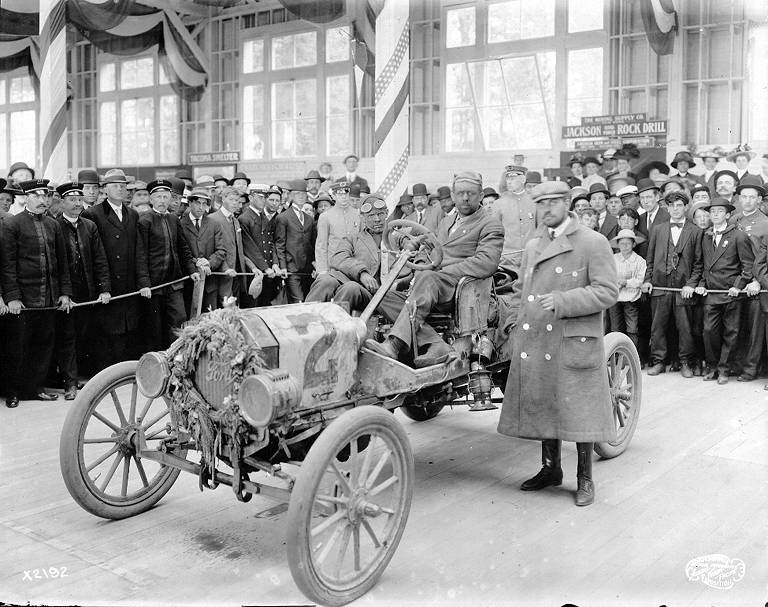
Ford T, model 1909

Prima producție în serie de automobile a fost inițiată de Karl Benz în 1888 în Germania, al cărui licență a fost preluată și în Franța de către Emile Roger.
În jurul lui 1900, este introdusă și în Franța și SUA producția în serie de automobile.
Prima companie care se va ocupa în exclusivitate de acest domeniu este Panhard et Levassor, fondată în 1889 și care are ca realizare notabilă introducerea motorului în patru timpi pe un vehicul care putea transporta patru persoane.
Doi ani mai târziu apare celebra Peugeot.
În 1898, Louis Renault produce primele sale automobile.
La începutul secolului al XX-lea, industria automobilului ia amploare în Europa occidentală.
Astfel în Franța în 1903 sunt realizate 30.204 automobile, reprezentând 48,8% din producția mondială a acelui an.
În America anului 1893, frații Charles și Frank Duryea pun bazele lui Duryea Motor Wagon Company, care devine prima companie nord-americană producătoare de automobile.
Totuși supremația în acea epocă avea să o dețină firma Olds Motor Vehicle Company, cunoscută ulterior ca Oldsmobile (condusă de Ransom E. Olds), cu linia sa de producție înființată în 1902.
Tot de ordinul miilor pe an produceau în acea epocă și firmele Cadillac (formată din Henry Ford Company). Winton Automobile și Ford Motor Company.
În anul 1900 se desfășoară primul Congres Internațional al Automobilului.

## Secolul XX

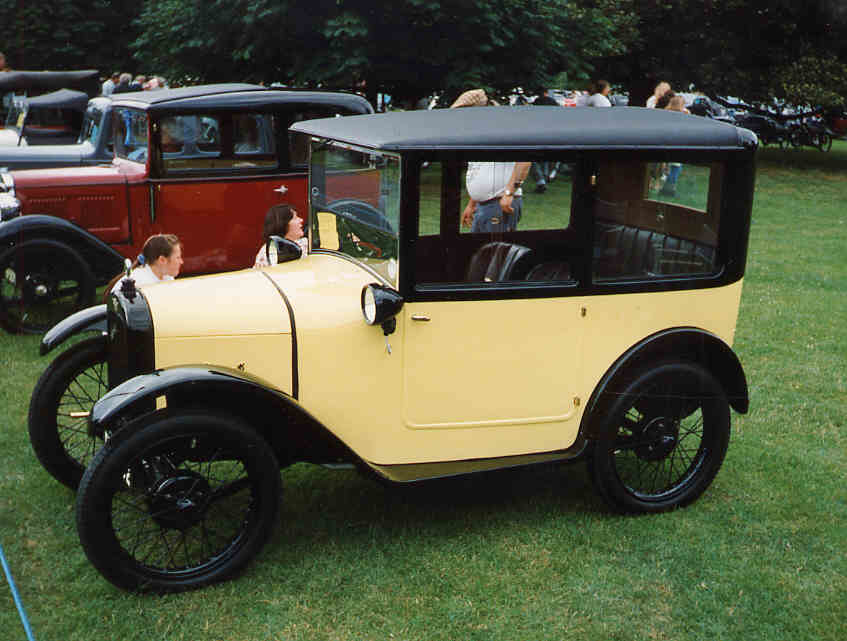
Austin 7, model realizat în 1926

### Perioada antebelică
La începutul secolului XX asistăm la o dezvoltare fără precedent a industriei automobilului mai ales în țările dezvoltate.
Astfel, firmele americane constructoare de automobile, precum Ford și General Motors, cunosc o dezvoltare rapidă fără precedent.
Standardizarea, utilizarea judicioasă a forței de muncă și concentrarea micilor producători în mari corporații devin factori ai prosperității americane.
Astfel, în 1901 este lansat primul automobil în serie american, "Oldsmobile Curved Dash".
Între 1908 și 1927, automobilul Ford Model T va revoluționa istoria automobilului, atât prin schimbările în design, cât mai ales prin producția de mare serie în care este realizat și aceasta folosind o linie de asamblare, ajungând ca în 1914 să fie vândute 250.000 de bucăți.

### Primul Război Mondial
În cadrul primului razboi mondial, automobilul servește atât la deplasarea trupelor, cât și a munițiilor și logisticii.
Pentru a ilustra rolul jucat de tehnica auto, este suficient să menționăm răsturnarea de situație în timpul primei bătălii de pe Marna, când guvernul francez rechiziționează 600 de taxiuri pariziene pentru a transporta mai rapid Divizia a VII-a infanterie, rezultatul fiind victoria trupelor anglo-franceze.

### Perioada interbelică
În această perioadă devin predominante mașinile cu motorul în față.
Începe epoca acelor automobile numite astăzi mașini retro, perioadă ce durează până la declanșarea crizei din 1929.
Diverse îmbunătățiri și inovații marchează o evoluție continuă a automobilului.
În 1919, Malcolm Loughead (cofondatorul Lockheed) inventează sistemul hidraulic de frânare.
În perioada 1920 - 1930, apar noi firme constructoare de autovehicule ca: Chrysler (apărută în 1925), Pontiac (în 1926), LaSalle (1927), Plymouth (1928).
În 1922 apare primul automobil cu caroserie unitară: Lancia Lambda.
Aceasta avea motor cu patru cilindri, suspensie și frâne independente.
În același an pe piața britanică apare și Austin 7.
Efectul acesteia a fost similar cu cel al lui Ford T pe piața americană, designul acesteia fiind preluat și de alte firme celebre ca BMW și Nissan.
În 1929, Alfieri Maserati construiește prima mașină de curse și anume Maserati Tipo 26.
Sunt introduse inovații și îmbunătățiri în construcția de mașini.
Hermann Rieseler creează prima transmitere automată a puterii, alcătuită din cutia de viteze cu angrenaj planetar, convertor de cuplu și ambreiaj.
André Lefèvre propune trustului Renault tracțiune față, dar acesta refuză.
Acest tip de tracțiune este preluat de  Citroën prin modelul Traction Avant din 1934.
Suspensia independentă, concepută de Amédée Bollée în 1873, este introdusă la Mercedes-Benz 380 în 1933.
Perioada interbelică este umbrită de marele crah financiar din 1929, când are loc o cădere liberă a producției și vânzărilor de automobile.
În 1934 este creat "Chrysler Airflow", primul automobil în serie cu design aerodinamic.

### Al Doilea Război Mondial
Perioada celui de-al Doilea Război Mondial reprezintă un moment de stagnare pentru producția de automobile, mai ales în Europa ale cărei eforturi sunt concentrate pe scena marii conflagrații mondiale.
Apar așa-numitele motoare gazogene care le înlocuiesc, pentru o perioadă, pe cele cu benzină.
Acestea se bazează pe explozia monoxidului de carbon în prezența oxigenului.
Astfel, în Franța aflată sub ocupație nazistă, Panhard realizează peste 130.000 de automobile bazate pe acest sistem.
Convinși de necesitatea intrării în război, americanii proiectează un vehicul capabil să se deplaseze pe orice teren și astfel ia naștere categoria vehiculelor off-road.
Astfel Chrysler construiește primele automobile de tip jeep, care sunt testate cu succes în 1941, marca fiind patentată doi ani mai târziu.

### Perioada postbelică

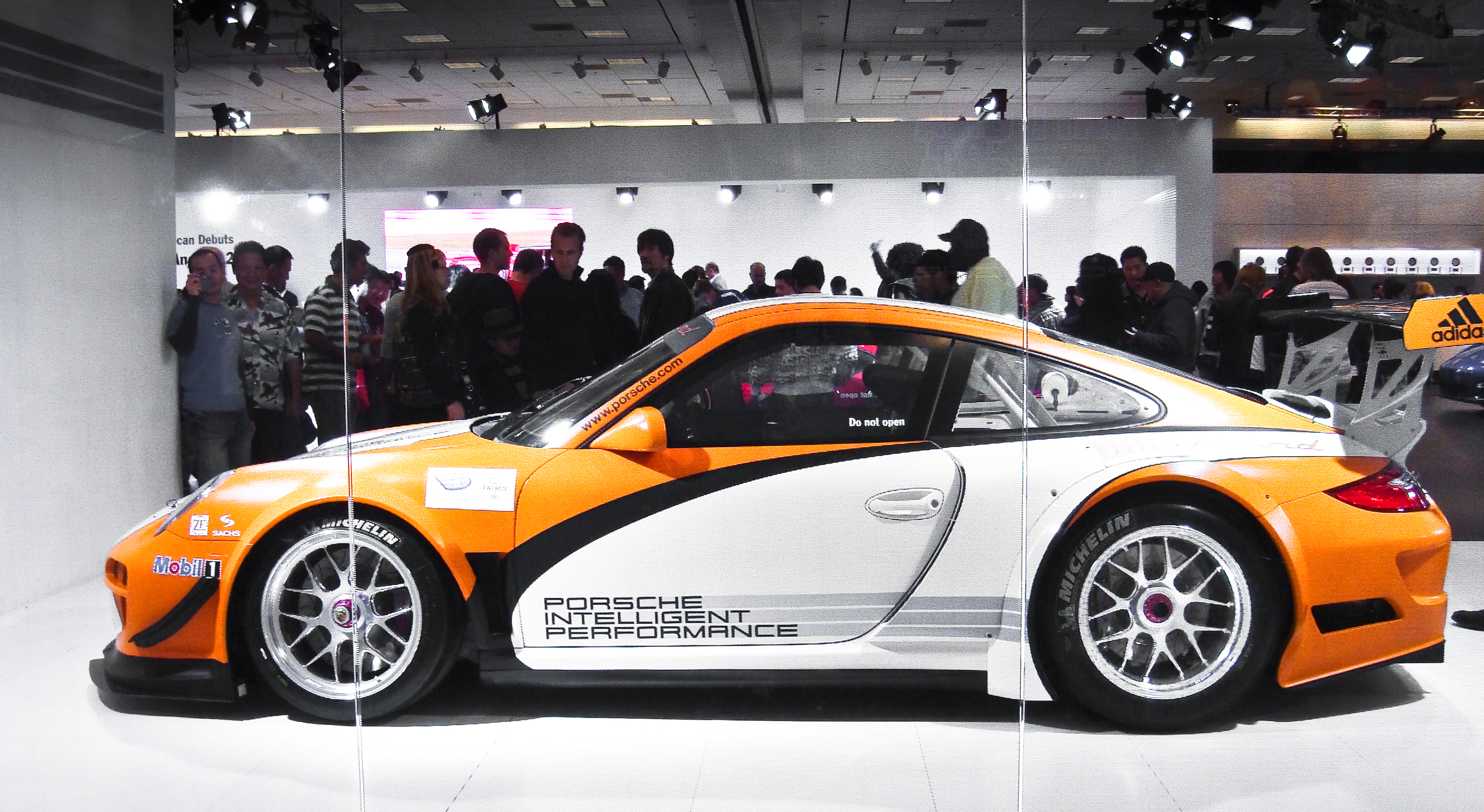
Porsche 911 GT3 R Hybrid - prezentat la Salonul Auto de la Los Angeles LA Auto Show, ediția 2010

În 1946, sunt realizate în Germania primele 10.000 de exemplare de Volkswagen Beetle, model care se va bucura de o mare popularitate chiar și peste Ocean.
În 1949, în SUA, se introduc motoarele cu 8 cilindri în V cu raport de compresie mare.
Firme ca General Motors, Oldsmobile sau Cadillac își modernizează caroseriile.
În Italia, Enzo Ferrari lansează Ferrari 250, iar Lancia modelul cu 6 cilindri în V, numit Aurelia.
În perioada anilor '50, viteza și puterea motoarelor cresc tot mai mult, design-ul caroseriilor devine tot mai armonios și are loc răspândirea fără precedent a automobilului în întreaga lume.
Mașini de dimensiuni mici, ca Mini (produs de British Motor Corporation) și Fiat 500, se răspândesc în întreaga Europă.
Apare și unul dintre primele modele de automobile nipone, Kei car.
De un deosebit succes se bucură germanul Volkswagen Beetle, în timp ce în SUA modelul Cadillac Eldorado Brougham reapare după o lungă absență.
O altă realizare notabilă o constituie primul automobil cu motor cu benzină cu injecție mecanică, acesta fiind Mercedes-Benz 300SL lansat în 1954.
În 1963, Porsche prezintă una dintre cele mai populare mașini-sport: Porsche 911.
În același an, americanii lansează primul model de mașină SUV, Jeep Wagoneer.
În Europa, primul SUV apare în 1970 și anume Range Rover realizat de Marea Britanie.
În perioada 1971- 1978, este realizat Maserati Bora, capabil să atingă 285 km/h, cea mai rapidă mașină a acelei perioade.

## Automobilul viitorului

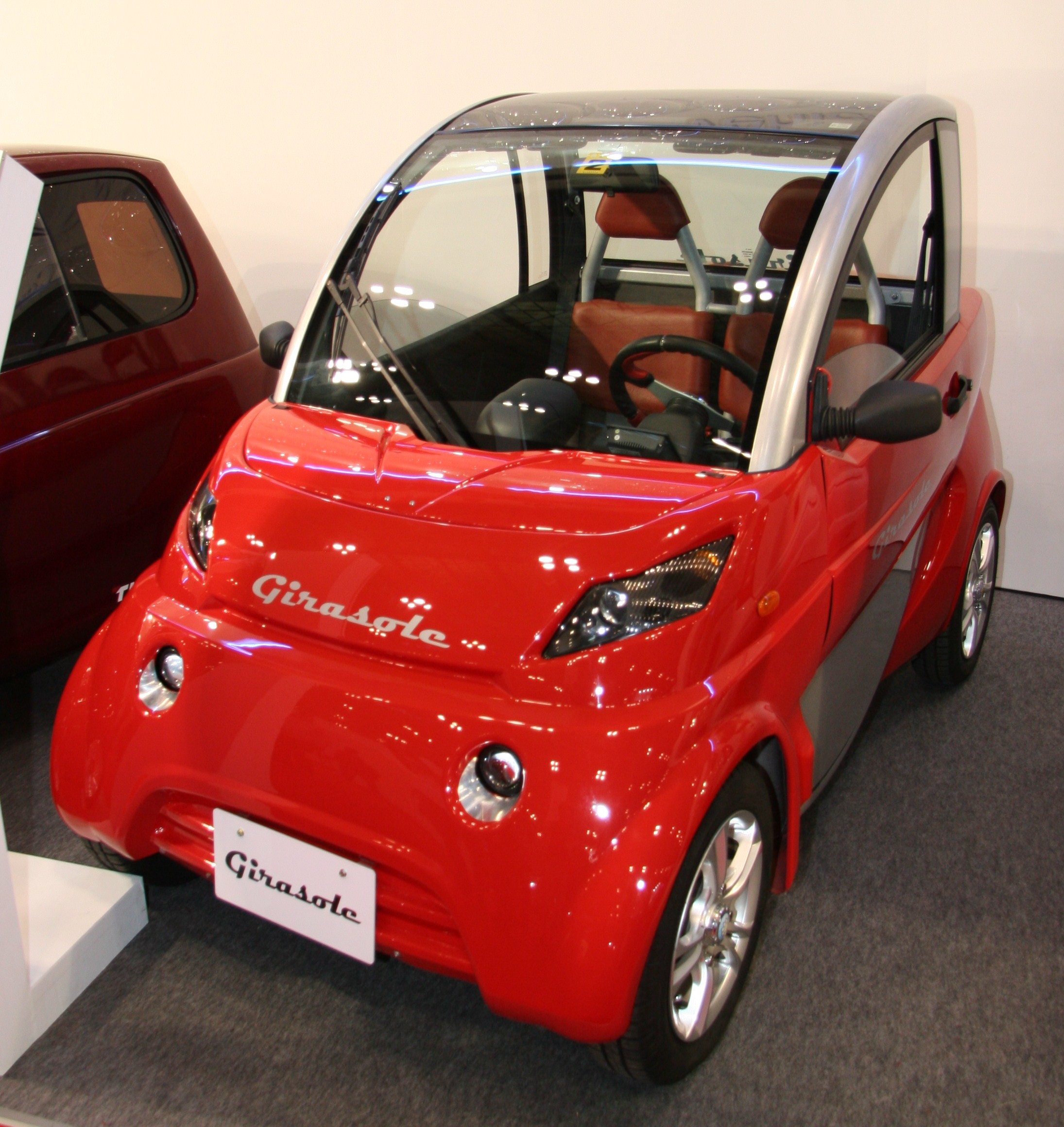
Girasole, automobil cu propulsie electrică

Industria auto a viitorului trebuie să răspundă unor cerințe ca: spații tot mai mici de parcare și de deplasare, utilizarea energiei regenerabile, preț redus de fabricație, poluare redusă etc.